# 默里群島
60°47′S 44°31′W / 60.783°S 44.517°W
默里群島（英語：Murray Islands），是南極洲的群島，位於南奧克尼群島的勞里島南岸對開海域，處於惠特森角東南面2.2公里，在1823年被發現，現時由南極條約體系管理。